# Jaroslav Šmehlík
Jaroslav Šmehlík (14. června 1910 Rozstání – 29. února 1972 Olomouc) byl český a československý politik a poválečný poslanec Prozatímního Národního shromáždění za Československou stranu lidovou.

## Biografie
Pocházel z chudé rodiny tkalce. Po absolvování základního vzdělání se vyučil krejčím v Židlochovicích u Brna a pak pracoval jako krejčí na Prostějovsku, od roku 1937 jako střihač v Prostějově. Od mládí se angažoval v katolických spolcích a v lidoveckých odborech. 13. června 1940 byl zatčen a posléze ho věznilo gestapo.
V letech 1945–1946 byl poslancem Prozatímního Národního shromáždění za ČSL. Setrval zde do parlamentních voleb v roce 1946.
Ve volbách 1946 už nebyl zvolen a zcela se stáhl z veřejného života.